# ستيفن ماكاي
ستيفن ماكاي (بالإنجليزية: Steven Mackay)‏ هو لاعب كرة قدم بريطاني في مركز الهجوم، ولد في 26 يونيو 1981 في Invergordon ‏ في المملكة المتحدة. لعب مع إلغين سيتي ‏.